# Hans Caspar Hirzel den äldre

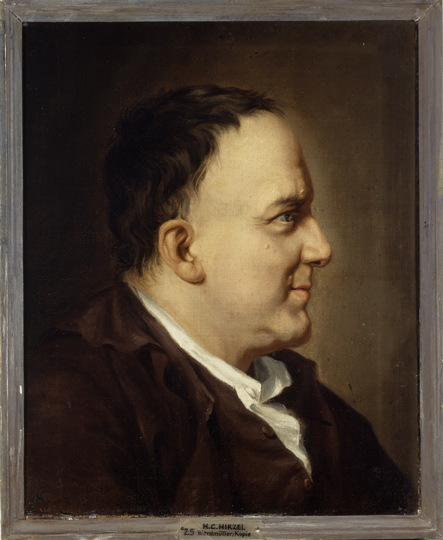
Hans Caspar Hirzel den äldre.

Hans Caspar Hirzel, född 21 mars 1725, död 18 februari 1803, var en schweizisk läkare och filantrop. Han var far till Hans Caspar Hirzel den yngre.
Hirzel stiftade 1761 det fosterländska Helvetische Gesellschaft.